# Krapovickasia flavescens
Krapovickasia flavescens är en malvaväxtart som först beskrevs av Antonio José Cavanilles, och fick sitt nu gällande namn av P.A. Fryxell. Krapovickasia flavescens ingår i släktet Krapovickasia och familjen malvaväxter. Inga underarter finns listade i Catalogue of Life.